# Opel Astra H
| Sterne im Euro NCAP-Crashtest |

Der Astra H (lat. astra „Sterne“) ist ein Fahrzeugtyp in der Kompaktklasse von Opel. Er ist der Nachfolger des Astra G und wurde von März 2004 bis September 2010 für den europäischen Markt hergestellt.

## Modellgeschichte

### Allgemeines
Auf seiner Delta-Plattform bauten auch Modelle der General-Motors-Marken Vauxhall, Holden und Saturn auf. Eine für den amerikanischen Markt geringfügig geänderte Schrägheck- und GTC-Variante des Astra H wurde von 2007 bis 2009 als Saturn Astra auch in Nordamerika verkauft. In Chile und Mexiko vertreibt General Motors den Astra H als Chevrolet Astra, in anderen Ländern Südamerikas wie Argentinien und Brasilien als Chevrolet Vectra (Stufenheck) bzw. Chevrolet Vectra GT (Schrägheck). In Australien und Neuseeland wird der Astra unter der Marke „Holden“ vertrieben.
Im Dezember 2009 wurde die neunte Generation der Mitte 1962 eingeführten Modellreihe Opel Kadett/Astra als Astra J eingeführt.
Bis zur Einstellung der Automobilproduktion im Werk Bochum lief der Opel Astra H noch bis Dezember 2014 für den osteuropäischen Markt vom Band und wurde dort parallel zum Astra J als Opel Astra Classic III angeboten. Die Produktion für den russischen Markt fand in Sankt Petersburg statt. Dort wurde das Modell neben der aktuellen Astra-Generation unter der Bezeichnung Opel Astra Family vermarktet.

### Modellvarianten
- fünftüriges Schrägheck (März 2004 bis September 2009)
- fünftüriger Kombi (Caravan; August 2004 bis September 2010)
- dreitüriges Schrägheck (GTC; März 2005 bis September 2010)
- zweitüriges Cabrio (TwinTop) mit versenkbarem Stahlklappdach (Mai 2006 bis September 2010)
- viertüriges Stufenheck (Sedan; Oktober 2006 bis März 2010 – bevorzugt für den osteuropäischen Markt gebaut)
- Lieferwagen mit drei Türen

Im Gegensatz zu den Vorgängermodellen wurde die viertürige Limousine mit Stufenheck ab Herbst 2006 vorläufig nur in Osteuropa, der Türkei und Südamerika (dort unter der Bezeichnung Chevrolet Vectra) angeboten. Auf den anderen Märkten spielt der Viertürer fast keine Rolle mehr in dieser Klasse.

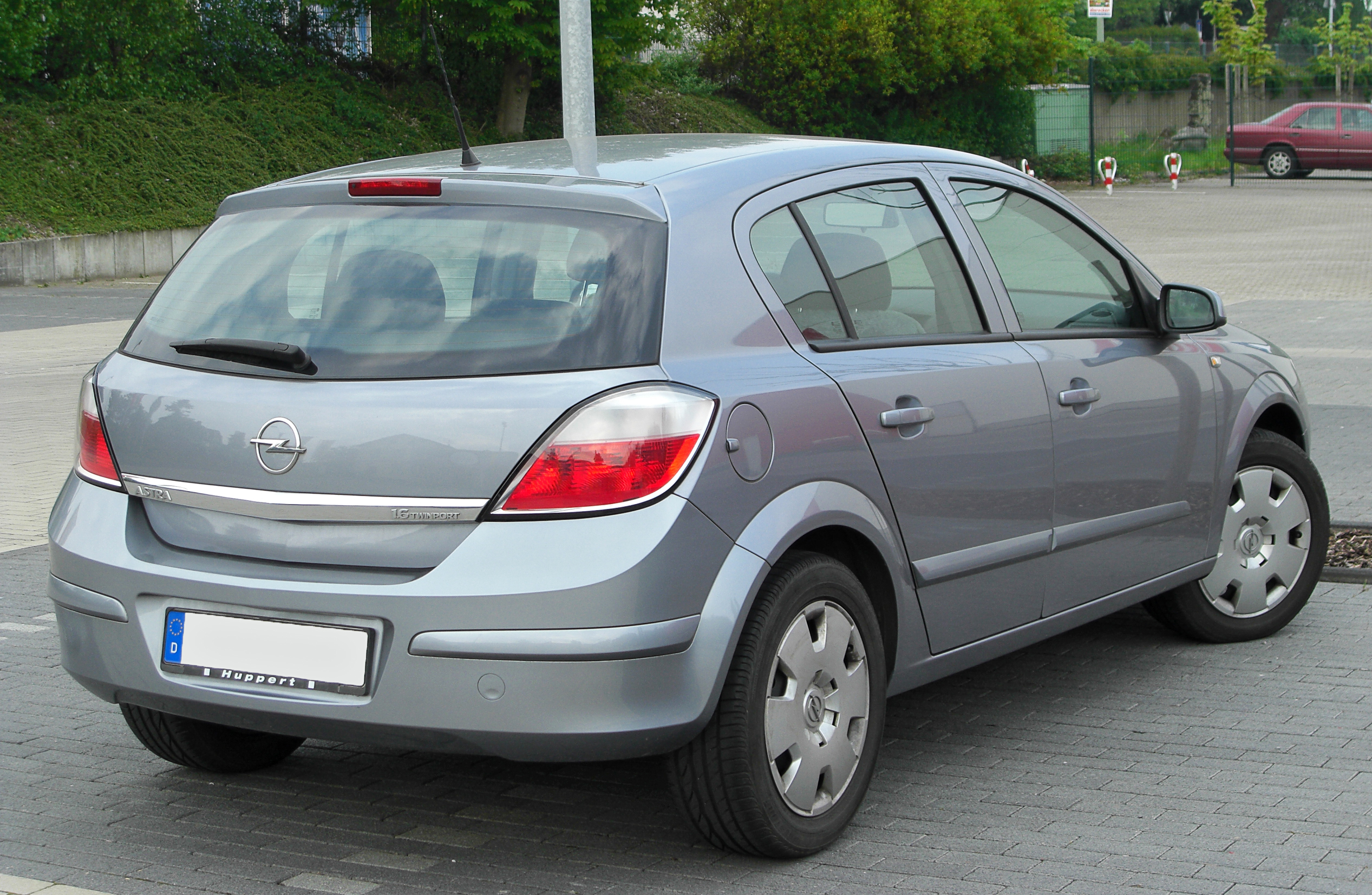
Heckansicht
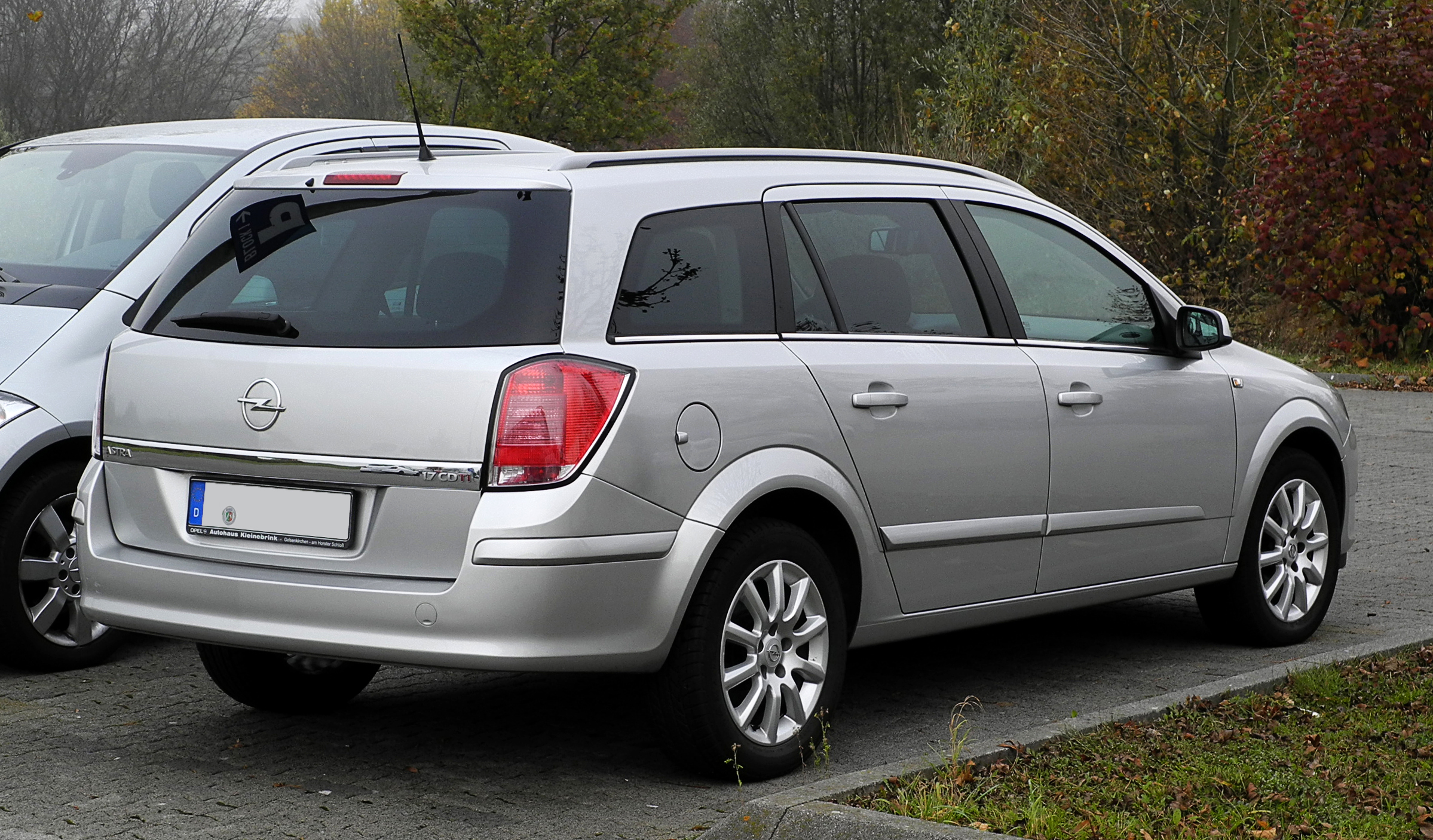
Opel Astra Caravan (2004–2006)
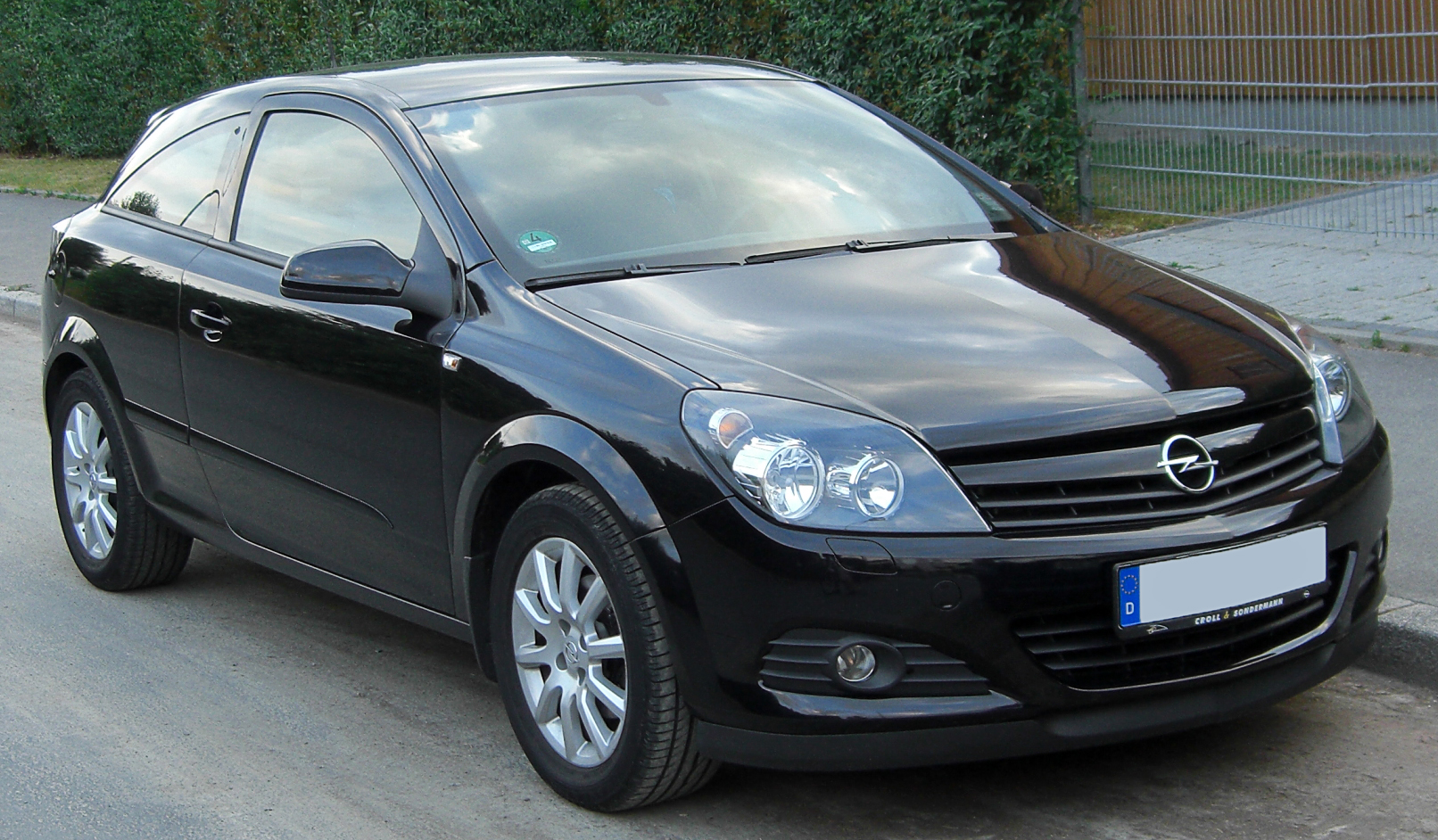
Opel Astra GTC (2005–2006)
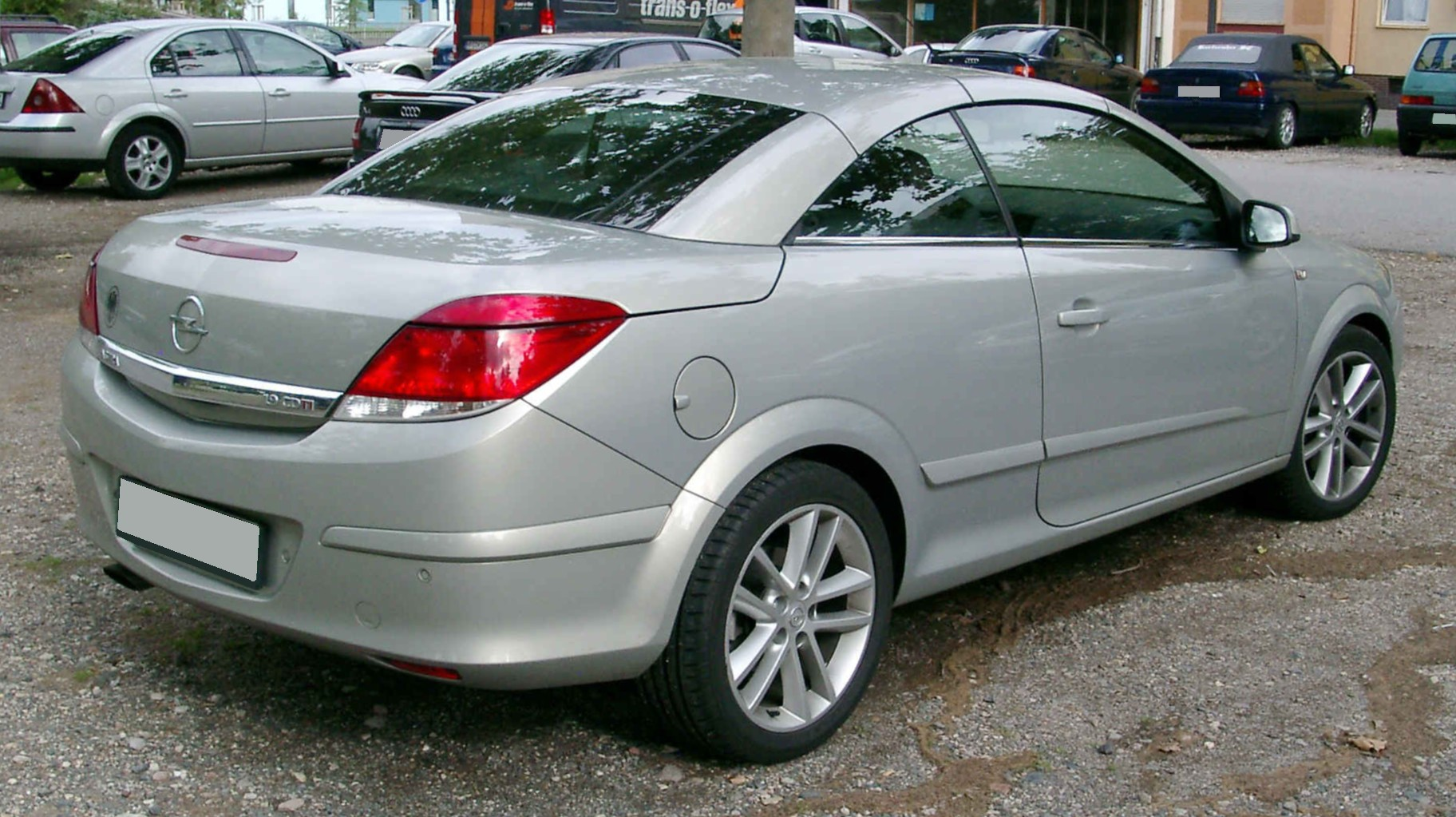
Opel Astra TwinTop (2006)

### Modellpflege
Im Februar 2007 wurde der Astra H modifiziert, was unter anderem an geänderten Heckleuchten aus klarem statt durchgefärbtem Kunststoff und anderen Stoßfängern vorn und hinten zu erkennen war. Beim dreitürigen GTC und beim TwinTop beschränkte sich das Facelift auf einen Kühlergrill und ein mittiges Stoßstangengitter mit rechteckigem Gitter statt der vorherigen waagerechten Streben.
Ab Oktober 2008 konnte man die Stufenhecklimousine des Astra H nun auch in Deutschland bestellen. Sie war ausschließlich mit 1,6-l-Twinport-Motor lieferbar.

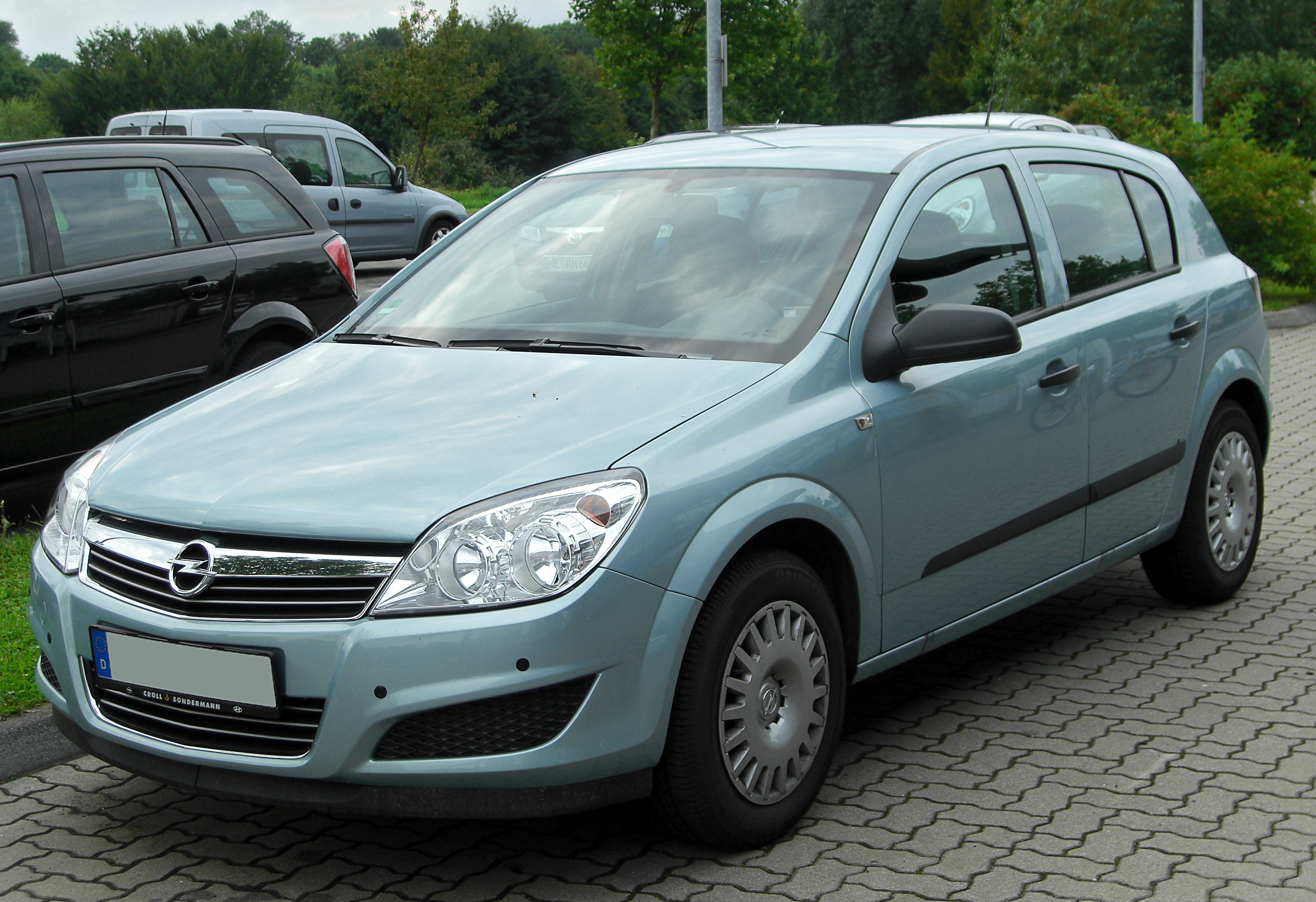
Opel Astra Fünftürer (2007–2009)
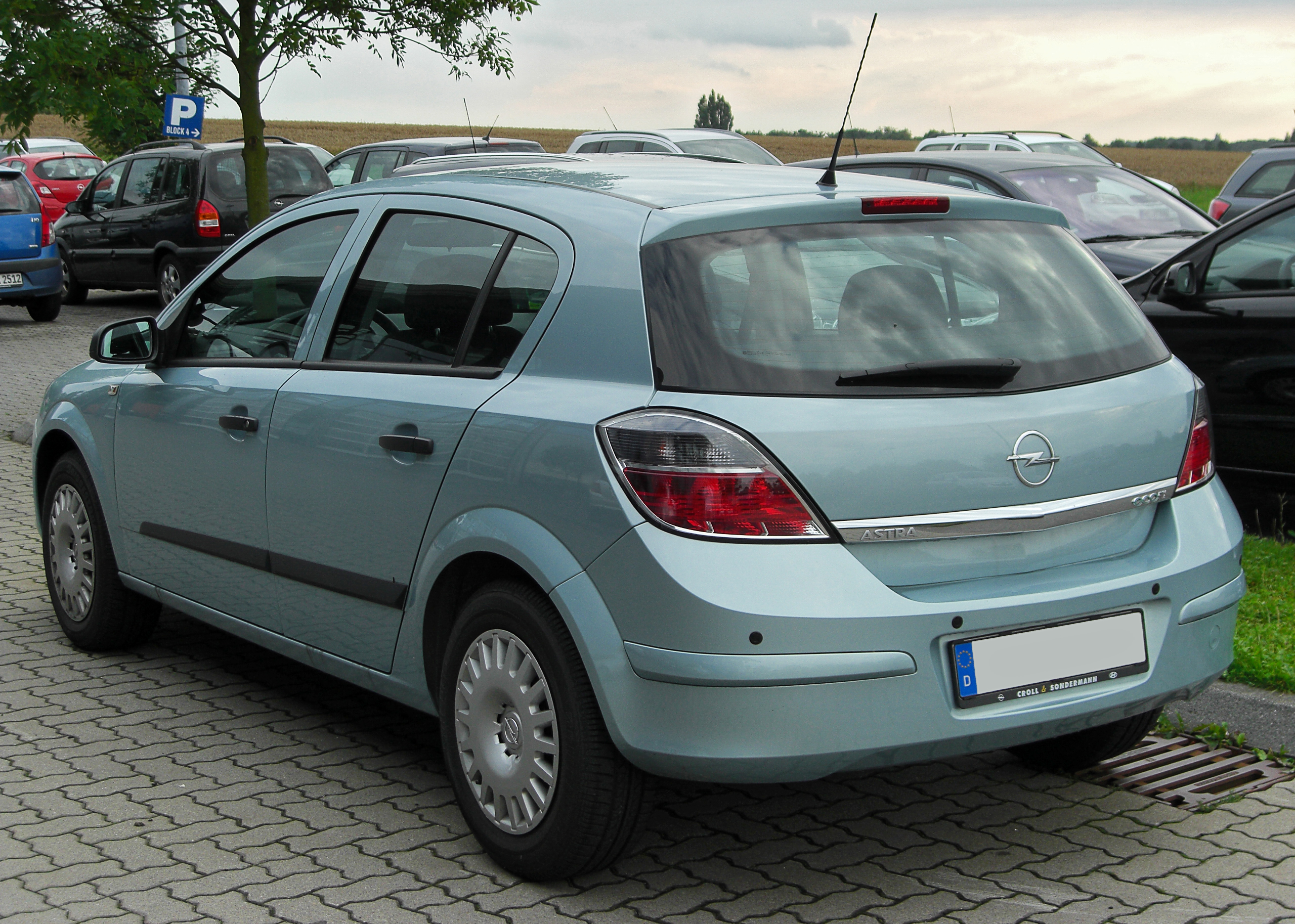
Heckansicht
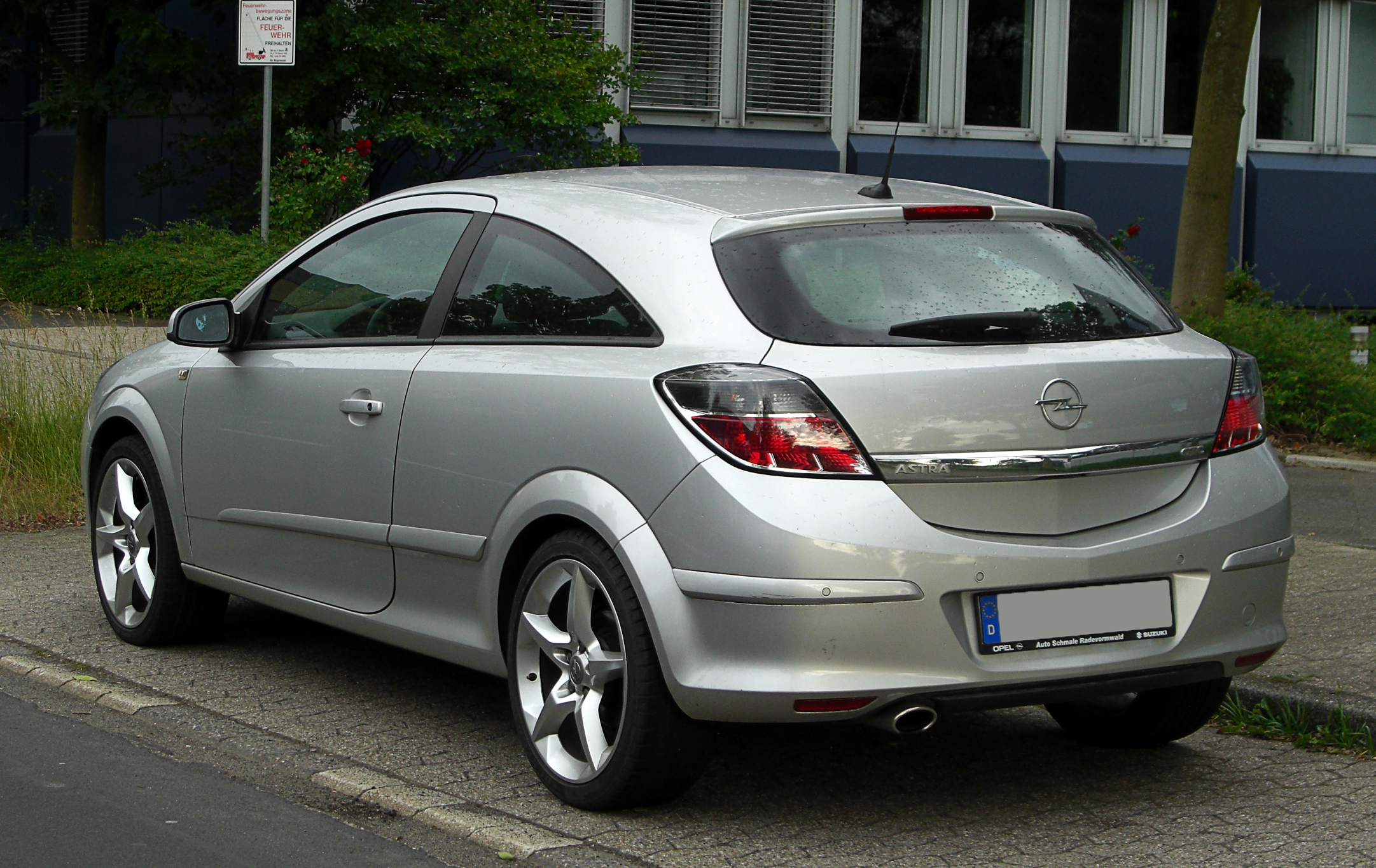
Opel Astra GTC (2007–2010)
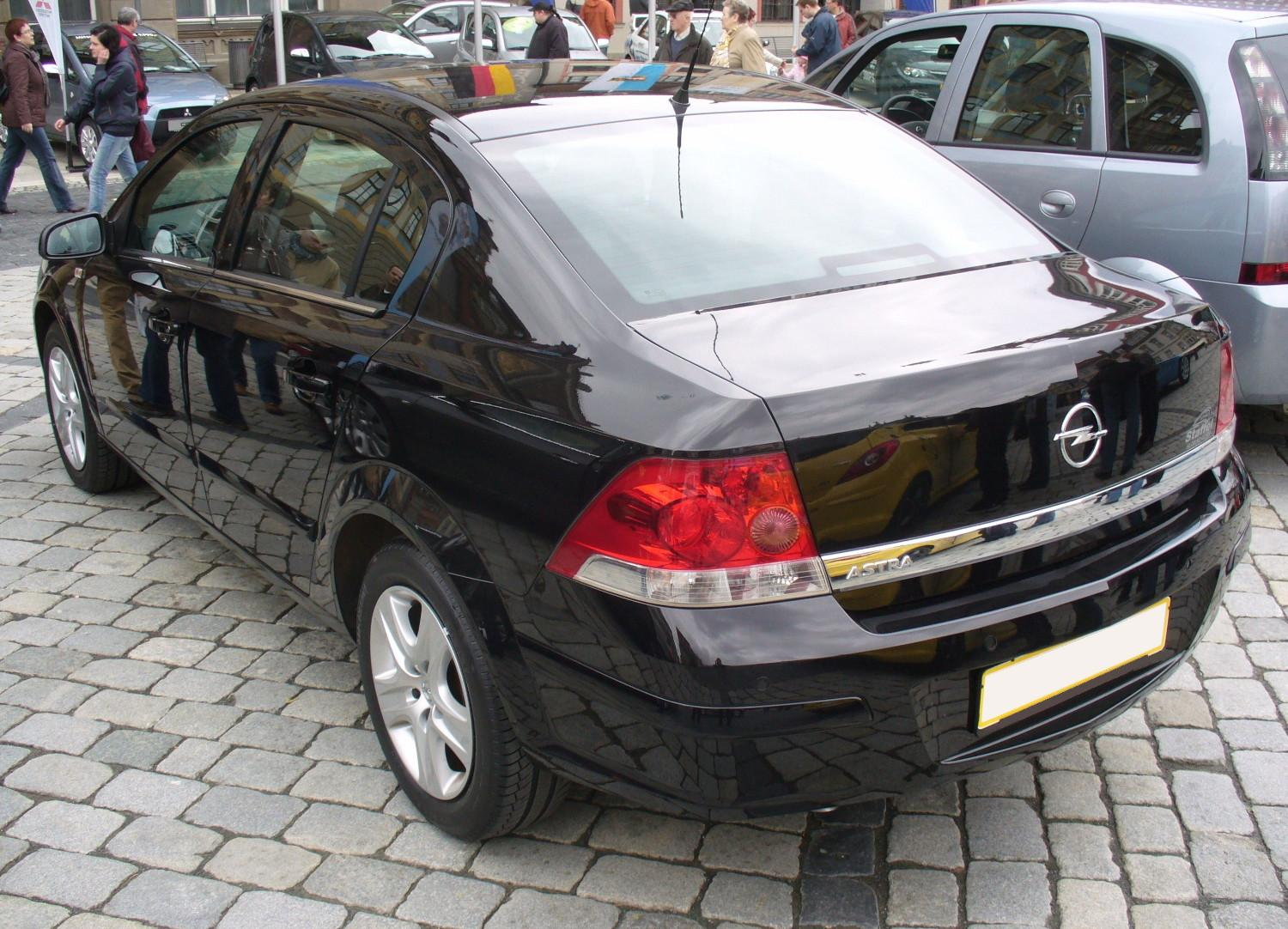
Opel Astra Stufenheck (2008–2010)

## Ausstattungsvarianten (für Deutschland)
In Deutschland wurden die folgenden Ausstattungsvarianten angeboten:
- Astra (Grundmodell, Essentia als EU-Neufahrzeug, ab 2008 als Selection „110 Jahre“ bezeichnet).
- Black & White (2010)
- Edition, zwischenzeitlich Catch me now.
- Edition „111 Jahre“
- Enjoy ist die Ausstattungsversion für EU-Neufahrzeuge und entspricht bis auf ESPplus der Variante Edition.
- Navi, ehemals Catch me, davor Edition Plus. Sondermodell in Deutschland/Österreich, wie Edition jedoch mit Navigationssystem.
- Innovation, ab 2008 als INNOVATION „110 Jahre“ bezeichnet.
- Endless Summer, nur als Cabrio (ab 2007).
- Sport
- Elegance (10/2004–06/2005)
- Cosmo
- OPC
- OPC Nürburgring Edition
- OPC Race Camp

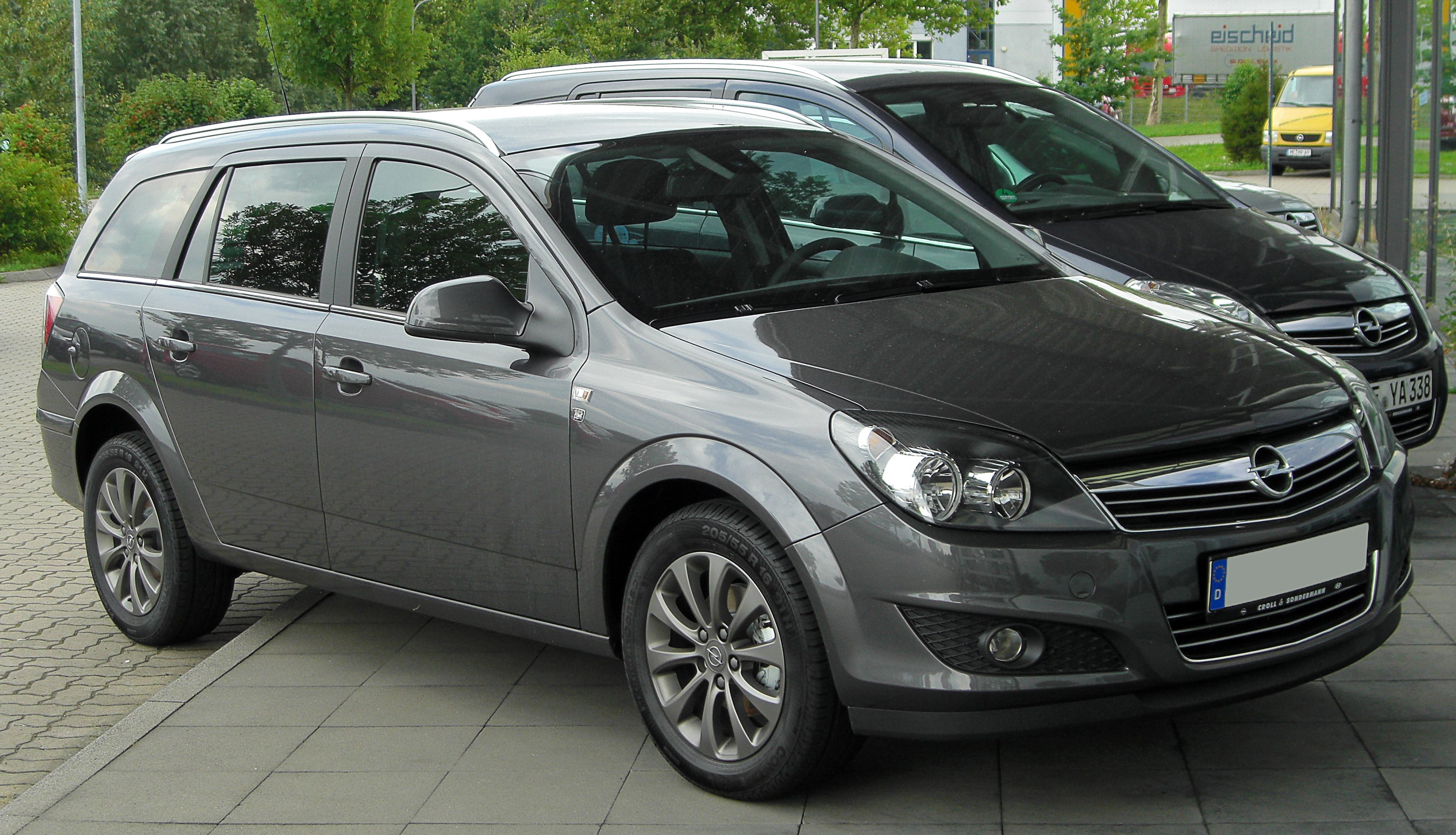
Astra Caravan als Edition „111 Jahre“ (2010)
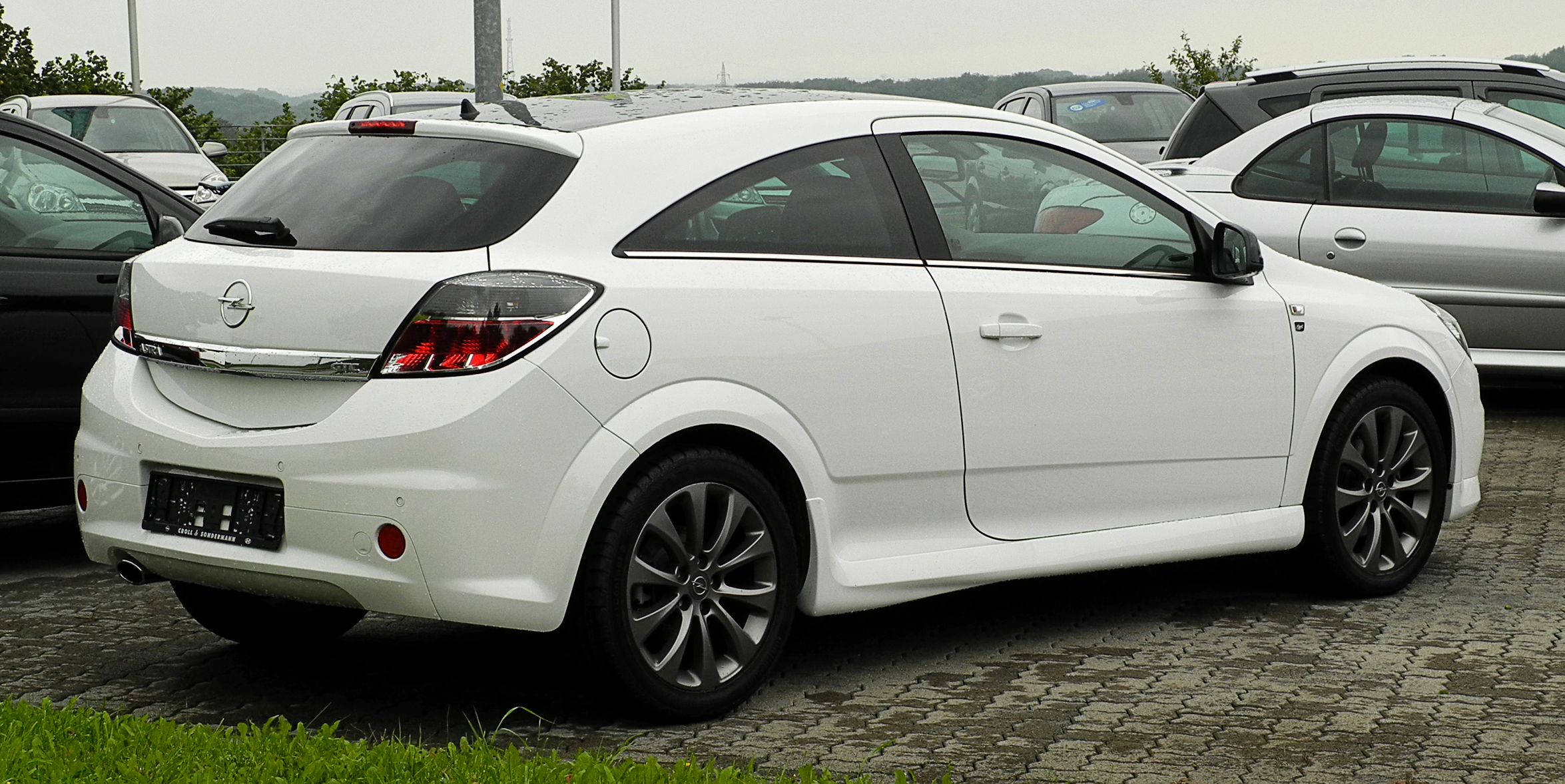
Astra GTC als Edition „Black & White“ (2010)
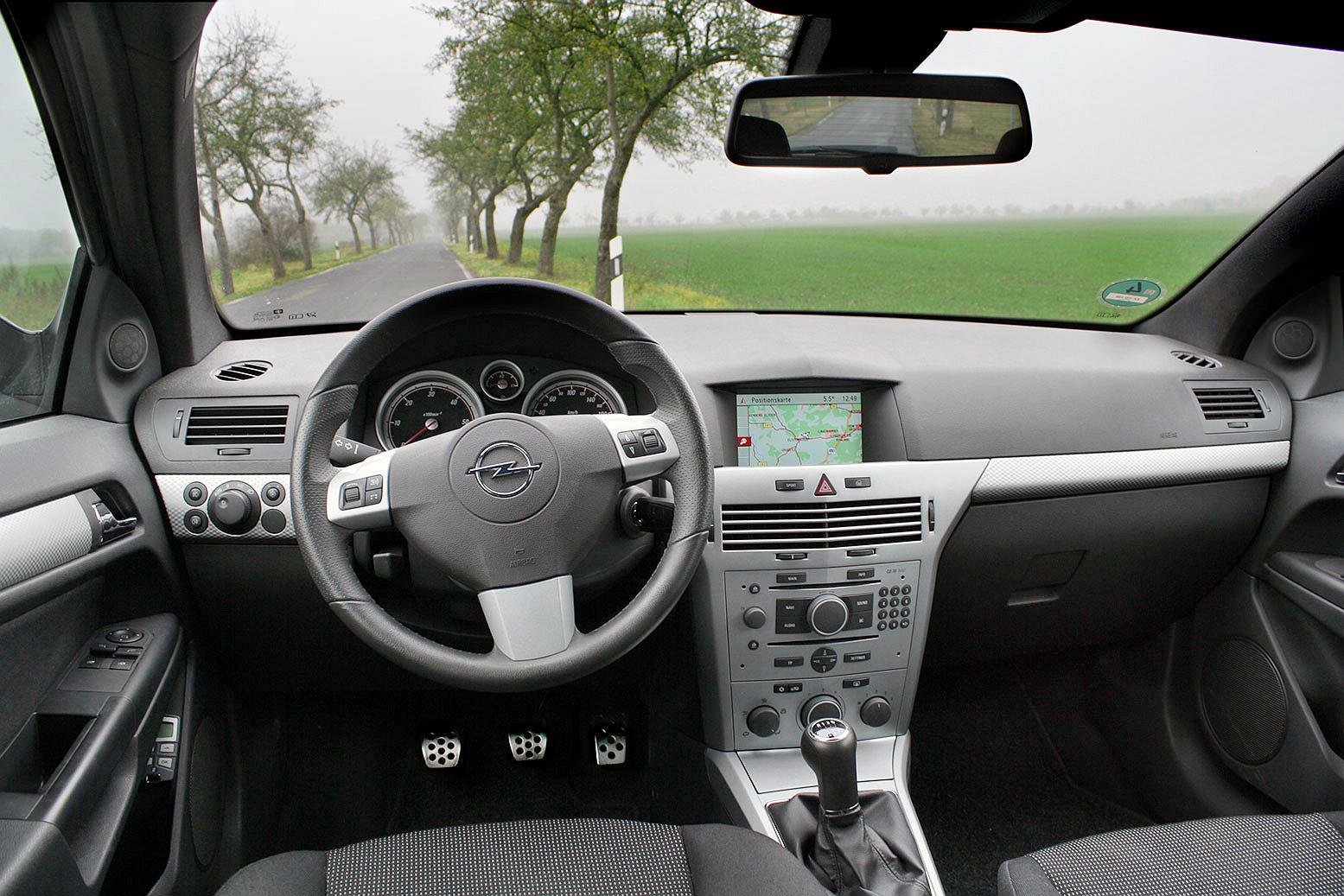
Innenraum der „Sport“-Edition mit farbigem Navigationssystem

Die Ausstattungsvarianten in anderen Ländern weichen vom deutschen Angebot ab. So wurde in Italien keine Version Sport angeboten, in anderen Ländern wie Großbritannien wurden die Modelle mit völlig anderen Namen bei teilweise gleicher Ausstattung („Club“, „Life“, „SRi“) angeboten. In Exportmärkten wie China oder Chile wurden nur ein bis zwei Modelle verkauft.
Serienmäßig gab es bei allen Varianten Servolenkung, Zentralverriegelung mit Funkfernbedienung, elektrische Fensterheber vorne und elektrische Außenspiegel, sechs Airbags, Antiblockiersystem, Wegfahrsperre und Elektronisches Stabilitätsprogramm (ESPplus), Antriebsschlupfregelung (TCplus), Cornering Brake Control (CBC, Bremsdruckregelung in Kurven), und einen Bremsassistent. Beim Astra GTC wurde zusätzlich noch ein Parkpilot geliefert (ab Edition).
Optional erhältlich oder in höheren Ausstattungsvarianten serienmäßig waren Extras wie ein Tempomat, eine Klimaautomatik (ECC), ein DVD-Navigationssystem, eine Bluetooth-Freisprecheinrichtung (diese unterstützt allerdings nur das Hands-Free-Profile und nicht das modernere remote SIM Access Profile), ein Reifendruck-Kontrollsystem (TPMS) oder eine Einparkhilfe (PDC).
Zu den weiteren Sonderausstattungen zählt ein Fahrwerk mit elektronischer Dämpferregelung (IDS+) und Kurvenlicht AFL (Adaptive Forward Lighting) in Verbindung mit Bi-Xenon-Scheinwerfern.

### OPC

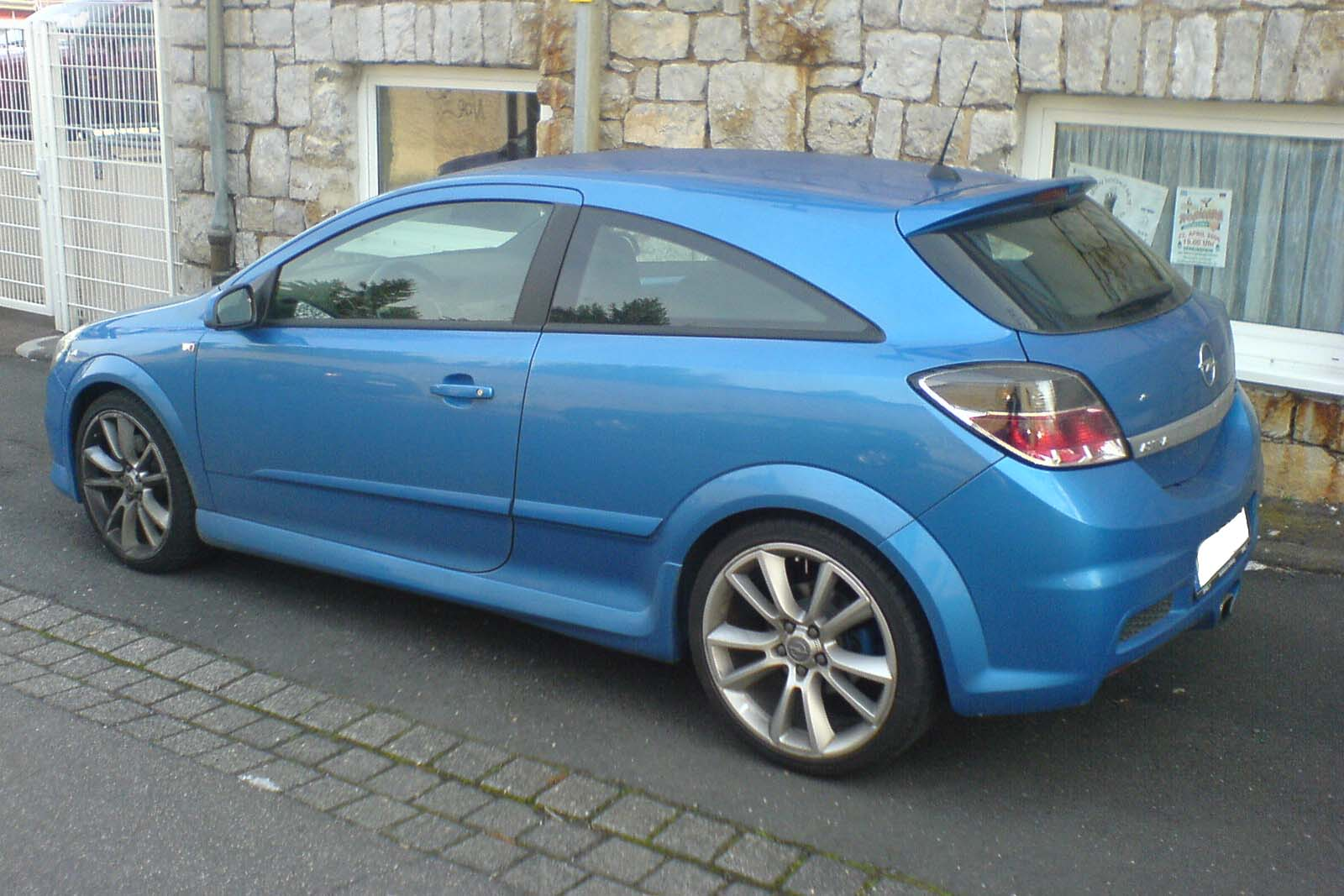
Opel Astra OPC (2005–2010)

Das ab Herbst 2005 verkaufte und sportlich ausgelegte Topmodell OPC hat vergrößerte Stoßfänger und Seitenschweller, einen mittig liegenden Auspuff, serienmäßig 18"-Räder (optional 19"-Räder) und Recaro-Sportsitze. Der 2,0-l-Turbo-Motor mit 177 kW (240 PS) ermöglicht eine Beschleunigung in 6,4 Sekunden auf 100 km/h, die Höchstgeschwindigkeit liegt bei 244 km/h.
Ende Oktober 2005 unterbot der OPC den Klassenstreckenrekord auf dem Nürburgring um vier Sekunden in 8:35,93 Minuten. Am Steuer saß der Rennfahrer Manuel Reuter. Diese Rekordfahrt unter dem Motto Techniktransfer von der Rennstrecke auf die Straße wurde aufwendig inszeniert (diverse Kameras am Wagen und an der Strecke, Hubschrauberaufnahmen) und schließlich auf einer DVD mit dem Titel Pure Passion als Marketinginstrument verbreitet, die unter anderem Inboardaufnahmen mit eingeblendeten Messdaten, Luftaufnahmen und die komplette Runde aus der Cockpitperspektive enthält.
Im Jahr 2008 gab es ein Sondermodell namens OPC Nürburgring Edition mit Rallye-Muster auf Motorhaube, Dach und am Heck. Die wichtigsten Ausstattungsdetails dieser Version waren die 19"-Leichtmetallräder im Bi-Color-Design sowie die elektronische Fahrwerksregelung IDS-Plus2 (neuere Generation). Die Nürburgring Edition war auf 835 Stück limitiert, dies war eine Hommage an die von Manuel Reuter 2005 auf einem Astra H OPC gefahrene Rundenzeit von 8:35,93 Minuten auf der Nordschleife des Nürburgrings.
2009 wurde der Astra OPC Race Camp angeboten. Dieser war ausschließlich in weiß lieferbar: Das Dach, der Kühlergrill, die Außenspiegel sowie die Räder sind schwarz lackiert. Er hat außerdem das rein mechanische Fahrwerk vom englischen Schwestermodell VXR. Er weist zudem eine reduzierte Ausstattung gegenüber dem normalen OPC auf.
Im September 2010 wurde die Fertigung des Astra OPC eingestellt.

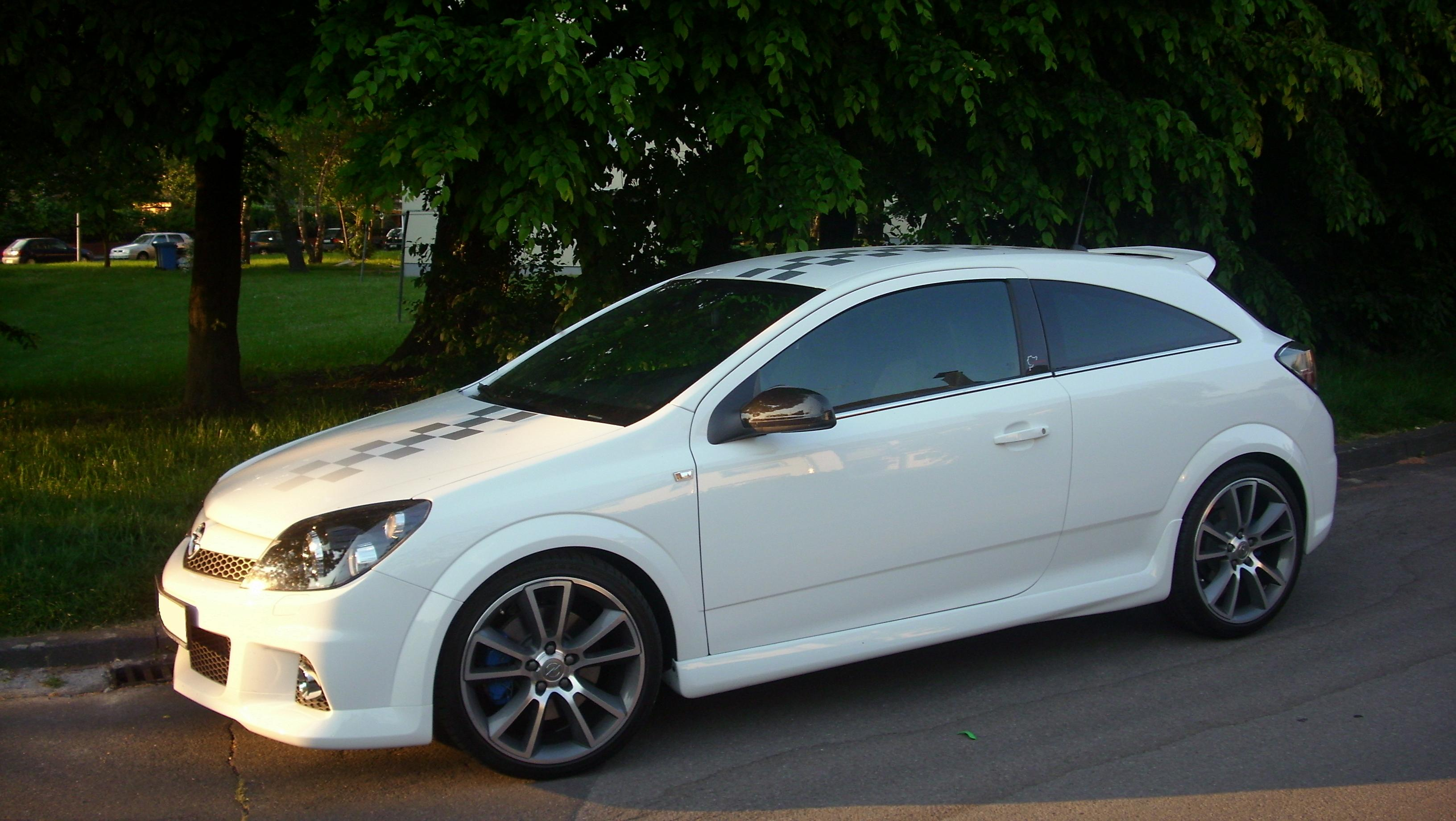
Opel Astra OPC Nürburgring Edition (2008)
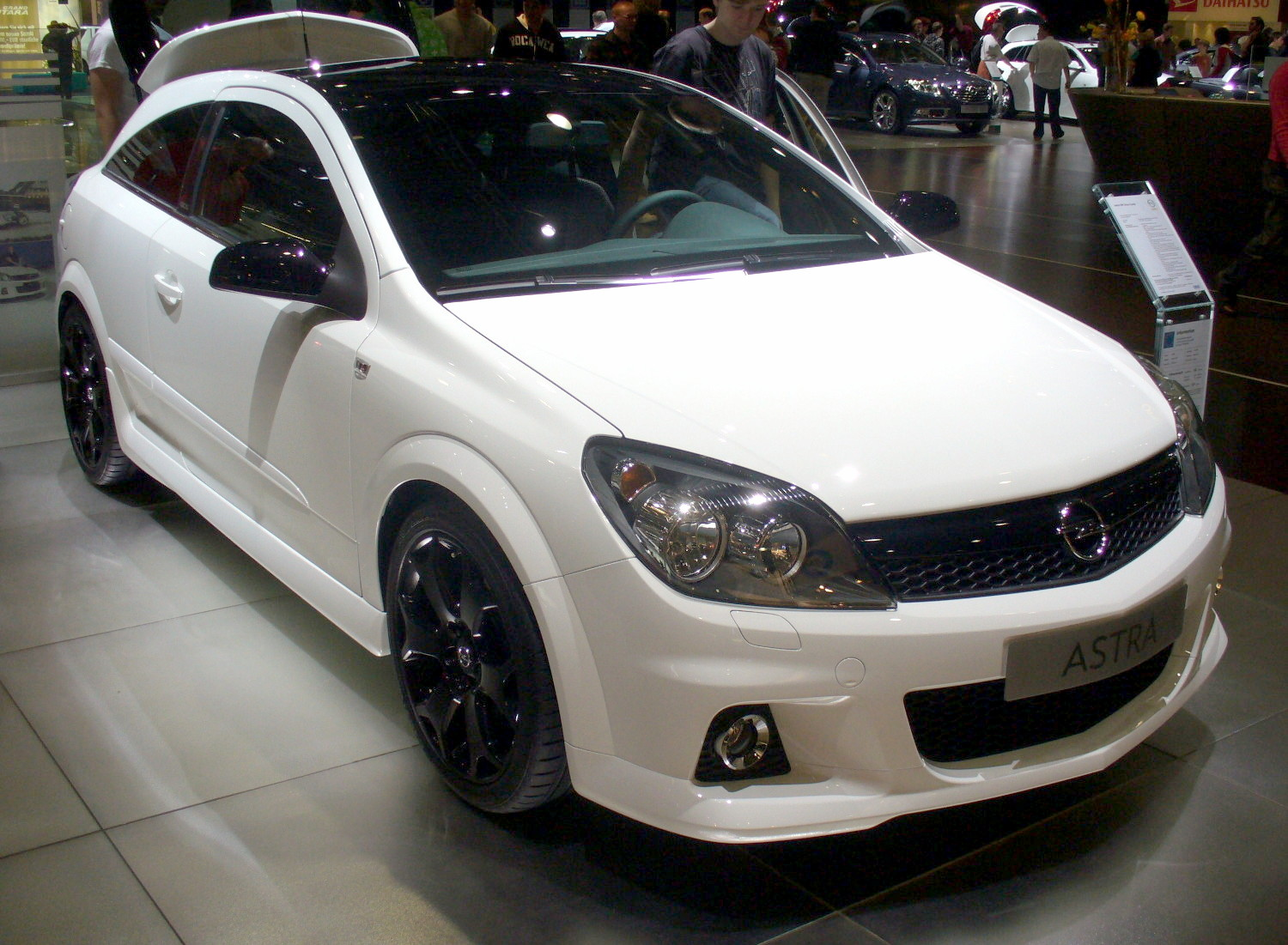
Opel Astra OPC Race Camp (2009)

## Technische Daten

### Motoren
Die Motorenpalette reicht bei den Benzinern vom 1,4-l-Motor mit 66 kW (90 PS) (in Österreich ab 55 kW/75 PS) bis zum Spitzenmodell 2,0 l Turbo mit 177 kW (241 PS), sowie bei den Dieseln vom Einstiegsmodell mit 1,3 l Hubraum und 66 kW (90 PS) bis zum 1,9 l mit 110 kW (150 PS). Ab Dezember 2005 wurde der neu entwickelte 1,8-Liter-Benziner (Z18XER) mit 103 kW (140 PS) ausgeliefert.

#### Ottomotoren
|                                             | 1.4                                                        | 1.4 Twinport                                               | 1.4 LPG ecoFLEX                                            | 1.6 Twinport                                               | 1.6 LPG ecoFLEX                                            | 1.6                                                        | 1.6 Turbo                                                | 1.8                                                        | 1.8                                                        | 2.0 Turbo                                                | 2.0 Turbo                                                | 2.0 Turbo OPC                                            |
| ------------------------------------------- | ---------------------------------------------------------- | ---------------------------------------------------------- | ---------------------------------------------------------- | ---------------------------------------------------------- | ---------------------------------------------------------- | ---------------------------------------------------------- | -------------------------------------------------------- | ---------------------------------------------------------- | ---------------------------------------------------------- | -------------------------------------------------------- | -------------------------------------------------------- | -------------------------------------------------------- |
| Bauzeitraum                                 |                                                            | 03/2004– 09/2010                                           | 08/2009– 09/2010                                           | 03/2004– 11/2007                                           | 08/2009– 09/2010                                           | 11/2006– 09/2010                                           | 11/2006– 09/2010                                         | 03/2004– 01/2006                                           | 01/2006– 08/2010                                           | 03/2004– 11/2006                                         | 03/2004– 09/2010                                         | 08/2005– 09/2010                                         |
| Motorbauart                                 | Reihen-Vierzylinder-Ottomotor mit Multi-Point-Einspritzung | Reihen-Vierzylinder-Ottomotor mit Multi-Point-Einspritzung | Reihen-Vierzylinder-Ottomotor mit Multi-Point-Einspritzung | Reihen-Vierzylinder-Ottomotor mit Multi-Point-Einspritzung | Reihen-Vierzylinder-Ottomotor mit Multi-Point-Einspritzung | Reihen-Vierzylinder-Ottomotor mit Multi-Point-Einspritzung | R4-Ottomotor mit Turbolader und Multi-Point-Einspritzung | Reihen-Vierzylinder-Ottomotor mit Multi-Point-Einspritzung | Reihen-Vierzylinder-Ottomotor mit Multi-Point-Einspritzung | R4-Ottomotor mit Turbolader und Multi-Point-Einspritzung | R4-Ottomotor mit Turbolader und Multi-Point-Einspritzung | R4-Ottomotor mit Turbolader und Multi-Point-Einspritzung |
| Motorkennung                                | Z14XEL                                                     | Z14XEP                                                     | Z14XEP                                                     | Z16XEP, Z16XE1                                             | Z16XER                                                     | Z16XER                                                     | Z16LET                                                   | Z18XE                                                      | Z18XER                                                     | Z20LEL                                                   | Z20LER                                                   | Z20LEH                                                   |
| Ventilsteuerung                             | vier Ventile pro Zylinder, DOHC, Kette                     | vier Ventile pro Zylinder, DOHC, Kette                     | vier Ventile pro Zylinder, DOHC, Kette                     | vier Ventile pro Zylinder, DOHC, Zahnriemen                | vier Ventile pro Zylinder, DOHC, Zahnriemen                | vier Ventile pro Zylinder, DOHC, Zahnriemen                | vier Ventile pro Zylinder, DOHC, Zahnriemen              | vier Ventile pro Zylinder, DOHC, Zahnriemen                | vier Ventile pro Zylinder, DOHC, Zahnriemen                | vier Ventile pro Zylinder, DOHC, Zahnriemen              | vier Ventile pro Zylinder, DOHC, Zahnriemen              | vier Ventile pro Zylinder, DOHC, Zahnriemen              |
| Hubraum                                     | 1364 cm³                                                   | 1364 cm³                                                   | 1364 cm³                                                   | 1598 cm³                                                   | 1598 cm³                                                   | 1598 cm³                                                   | 1598 cm³                                                 | 1796 cm³                                                   | 1796 cm³                                                   | 1998 cm³                                                 | 1998 cm³                                                 | 1998 cm³                                                 |
| Bohrung × Hub                               | 73,4 mm × 80,6 mm                                          | 73,4 mm × 80,6 mm                                          | 73,4 mm × 80,6 mm                                          | 79,0 mm × 81,5 mm                                          | 79,0 mm × 81,5 mm                                          | 79,0 mm × 81,5 mm                                          | 79,0 mm × 81,5 mm                                        | 80,5 mm × 88,2 mm                                          | 80,5 mm × 88,2 mm                                          | 86,0 mm × 86,0 mm                                        | 86,0 mm × 86,0 mm                                        | 86,0 mm × 86,0 mm                                        |
| Verdichtung                                 | 10,5 : 1                                                   | 10,5 : 1                                                   | 10,5 : 1                                                   | 10,5 : 1                                                   | 10,5 : 1                                                   | 10,5 : 1                                                   | 8,8 : 1                                                  | 10,5 : 1                                                   | 10,5 : 1                                                   | 8,8 : 1                                                  | 8,8 : 1                                                  | 8,8 : 1                                                  |
| Leistung bei 1/min                          | 55 kW (75 PS) bei 5200/min                                 | 66 kW (90 PS) bei 5600/min                                 | (LPG: 65 kW (88 PS)) Benzin: 66 kW (90 PS) bei 5600/min    | 77 kW (105 PS) bei 6000/min                                | (LPG: 82 kW (111 PS)) Benzin: 85 kW (116 PS) bei 6000/min  | 85 kW (116 PS) bei 6000/min                                | 132 kW (179 PS) bei 5500/min                             | 92 kW (125 PS) bei 5600/min                                | 103 kW (140 PS) bei 6300/min                               | 125 kW (170 PS) bei 5200/min                             | 147 kW (200 PS) bei 5400/min                             | 177 kW (241 PS) bei 5600/min                             |
| max. Drehmoment bei 1/min                   | 120 Nm bei 3800/min                                        | 125 Nm bei 4000/min                                        | 119 Nm bei 4000/min                                        | 150 Nm bei 3900/min                                        | LPG: 147 Benzin: 155 bei 4000/min                          | 155 Nm bei 4000/min                                        | 230 Nm bei 1980–5500/min                                 | 170 Nm bei 3800/min                                        | 175 Nm bei 3800/min                                        | 250 Nm bei 1950–4000/min                                 | 262 Nm bei 4200/min                                      | 320 Nm bei 2400–5600/min                                 |
| Getriebe serienmäßig                        | Fünfgang-Schaltgetriebe                                    | Fünfgang-Schaltgetriebe                                    | Fünfgang-Schaltgetriebe                                    | Fünfgang-Schaltgetriebe                                    | Fünfgang-Schaltgetriebe                                    | Fünfgang-Schaltgetriebe                                    | Sechsgang-Schaltgetriebe                                 | Fünfgang-Schaltgetriebe                                    | Fünfgang-Schaltgetriebe                                    | Sechsgang-Schaltgetriebe                                 | Sechsgang-Schaltgetriebe                                 | Sechsgang-Schaltgetriebe                                 |
| Getriebe optional                           | –                                                          | Fünfgang-Easytronic                                        | –                                                          | Fünfgang-Easytronic                                        | –                                                          | Fünfgang-Easytronic                                        | –                                                        | Vierstufenautomatik                                        | Vierstufenautomatik                                        | –                                                        | –                                                        | –                                                        |
| Höchstgeschwindigkeit                       |                                                            | 178 km/h                                                   | (170 km/h) 178 km/h                                        | 185 km/h                                                   | (189 km/h) 191 km/h (1)                                    | 191 km/h                                                   | 221 km/h                                                 | 198 km/h                                                   | 208 km/h                                                   | 217 km/h                                                 | 237 km/h                                                 | 244 km/h (2)                                             |
| Beschleunigung, 0–100 km/h                  |                                                            | 13,7 s                                                     | (14,3 s) 14,1 s                                            | 12,3 s                                                     | (12,2 s) 12,0 s (1)                                        | 11,7 s                                                     | 8,3 s                                                    | 10,8 s                                                     | 10,2 s                                                     | 8,9 s                                                    | 8,2 s                                                    | 6,4 s (2)                                                |
| Kraftstoffverbrauch auf 100 km (kombiniert) | 6,3 l                                                      | 6,3 l                                                      | LPG: 8,1 l Benzin: 6,1 l                                   | 6,6 l                                                      | LPG: 8,3 l Benzin: 6,6 l                                   | 6,5 l                                                      | 7,7 l                                                    | 7,7 l                                                      | 7,1 l                                                      | 9,0 l                                                    | 9,3 l                                                    | 9,2 l                                                    |
| CO2-Emission (kombiniert)                   | 151 g/km                                                   | 146 g/km                                                   | LPG: 130 g/km Benzin: 146 g/km                             | 158 g/km                                                   | LPG: 142 g/km Benzin: 158 g/km                             | 155 g/km                                                   | 185 g/km                                                 | 185 g/km                                                   | 169 g/km                                                   | 216 g/km                                                 | 223 g/km                                                 | 221 g/km                                                 |
| Anmerkung                                   | nur Österreich                                             |                                                            | nur als Caravan                                            | auch als Twin Top                                          | nur als Caravan                                            | auch als Twin Top                                          | auch als Twin Top                                        |                                                            | auch als Twin Top                                          | auch als Twin Top                                        | auch als Twin Top                                        | nur als GTC                                              |

#### Dieselmotoren
Zunächst war ein Rußpartikelfilter für die Dieselmodelle nur gegen Aufpreis erhältlich. Ab der Überarbeitung Ende 2006 gehörte dieser zum Serienumfang. Er muss sich jedoch je nach Fahrweise etwa alle 1000–2000 km regenerieren, was dann über einige Kilometer einen Mehrverbrauch von 5 bis 10 Liter Diesel/100 km zur Folge hat und zu einem leichten Dröhnen der Auspuffanlage führen kann. Opel setzt, wie auch die anderen deutschen Autohersteller, auf die Verbrennung der gesammelten Rußpartikel per Nacheinspritzung und damit die Umwandlung in CO2.
Die 1.3- und 1.9-CDTI-Motoren wurden gemeinsam von GM Powertrain und Fiat entwickelt. Nach Beendigung des Joint Ventures teilen sich General Motors und Fiat die geistigen Rechte an diesem Motor, die Dieselmotoren werden zum Teil in den Werken von General Motors gefertigt, zum Teil bei Fiat. Die 1.7-CDTI-Motoren stammen von Isuzu. Der 1.3 CDTI ECOTEC gewann den Engine Of The Year Award im Jahre 2005 in der Klasse von 1,0 bis 1,4 l Hubraum.
| Modell                           | Motor- kenn- zeichnung           | Hubraum (cm³)                    | Leistung kW (PS) bei 1/min       | max. Drehmoment (Nm bei 1/min)   | Kraftstoffverbrauch (1) l/100 km | CO2-Emission, kombiniert         | Getriebe                                        | Bemerkung                        | Bauzeit                          |
| Reihenvierzylinder-Dieselmotoren | Reihenvierzylinder-Dieselmotoren | Reihenvierzylinder-Dieselmotoren | Reihenvierzylinder-Dieselmotoren | Reihenvierzylinder-Dieselmotoren | Reihenvierzylinder-Dieselmotoren | Reihenvierzylinder-Dieselmotoren | Reihenvierzylinder-Dieselmotoren                | Reihenvierzylinder-Dieselmotoren | Reihenvierzylinder-Dieselmotoren |
| -------------------------------- | -------------------------------- | -------------------------------- | -------------------------------- | -------------------------------- | -------------------------------- | -------------------------------- | ----------------------------------------------- | -------------------------------- | -------------------------------- |
| 1.3 CDTI                         | Z13DTH                           | 1248                             | 66 (90)/4000                     | 200/1750–2500                    | 4,8                              | 130 g/km                         | Sechsgang oder 6-Gang-Easytronic                |                                  | 05/2005–09/2010                  |
| 1.7 CDTI                         | Z17DTL                           | 1686                             | 59 (80)/4400                     | 170/1800–2800                    | 4,9                              | 132 g/km                         | Fünfgang                                        | nicht im GTC                     | 03/2004–06/2005                  |
| 1.7 CDTI (3)                     | Z17DTH                           | 1686                             | 74 (101)/4400                    | 240/2300                         | 5,0                              | 135 g/km                         | Fünfgang oder Sechsgang                         |                                  | 03/2004–03/2007                  |
| 1.7 CDTI (DPF)                   | Z17DTJ/A17DTJ (4)                | 1686                             | 81 (110)/3800                    | 260/2300                         | 5,2                              | 138 g/km                         | Sechsgang                                       |                                  | 04/2007–09/2010                  |
| 1.7 CDTI ecoFLEX                 | Z17DTJ/A17DTJ (4)                | 1686                             | 81 (110)/3800                    | 260/2300                         | 4,5                              | 119 g/km                         | Sechsgang                                       |                                  | 11/2008–09/2010                  |
| 1.7 CDTI (3)                     | Z17DTR/A17DTR (4)                | 1686                             | 92 (125)/4000                    | 280/2300                         | 5,4                              | 143 g/km                         | Sechsgang                                       |                                  | 04/2007–09/2010                  |
| 1.9 CDTI                         | Z19DTL                           | 1910                             | 74 (100)/3500                    | 260/1700–2500                    | 6,0                              | 162 g/km                         | Sechsgang                                       |                                  | 07/2005–09/2010                  |
| 1.9 CDTI                         | Z19DT                            | 1910                             | 88 (120)/3500                    | 280/2000–2750                    | 6,0                              | 162 g/km                         | Sechsgang / Sechsgangautomatik mit ActiveSelect |                                  | 07/2005–09/2010                  |
| 1.9 CDTI                         | Z19DTJ                           | 1910                             | 88 (120)/4000                    | 280/2000–2750                    | 5,8                              | 158 g/km                         | Sechsgang                                       |                                  | 03/2004–06/2005                  |
| 1.9 CDTI (2) (3)                 | Z19DTH                           | 1910                             | 110 (150)/4000                   | 320/2000–2750                    | 5,8                              | 157 g/km                         | Sechsgang                                       | auch im Twin Top                 | 11/2004–09/2010                  |

### Kraftstoffbehälter
Der Kraftstofftank fasst bei allen Modellvarianten 52 Liter.

### Getriebe
Serienmäßig war bei allen Motoren ein Fünfganggetriebe. Leistungsstärkere Motoren wurden mit einem Sechsganggetriebe kombiniert. Beim Z17DTH standen sowohl das robustere Fünfgang- (F23) als auch das anfälligere Sechsganggetriebe (M32) zur Auswahl. Alternativ gab es eine vier- oder sechsstufige Automatik oder ein automatisiertes Schaltgetriebe, welches bei Opel Easytronic heißt. Dieses hat fünf Gänge; für den 1.3 CDTi wurde eine Sechsgangversion angeboten.

### Maße
Der Astra ist je nach Modell ca. 4,25 m (Fünftürer), 4,29 m (GTC), 4,52 m (Caravan/Lieferwagen) oder 4,48 m (TwinTop) lang, 1,75 m (2,03 m mit Spiegeln) breit und 1,44 m (GTC), 1,46 m (Fünftürer), 1,50 m (Caravan/Lieferwagen) oder 1,41 m (TwinTop) hoch. Er ist damit um etwa 10 bis 23 cm länger als das Vorgängermodell.

### Kofferrauminhalt
Der Kofferrauminhalt beläuft sich auf folgende Volumina:
Fünftürer: 380–1295 l, Caravan: 500–1590 l, GTC: 340–1070 l, TwinTop: 440 l geschlossen/ca. 200 l geöffnet

### Preise
Die Listenpreise reichten von 16.360 € bis 30.150 € (Stand Juni 2007, Deutschland) für die Modelle in Grundausstattung.

## Der Astra H weltweit
In Australien und Neuseeland wurde er unter dem Namen Holden Astra H als fünftürige Schräghecklimousine, als Coupé (GTC), Wagon (Caravan) und als Twin Top verkauft; zur Wahl standen hier die Ecotec-Ottomotoren mit 1,8 l, 2,0 l mit Turboaufladung und 2,2 l mit Direkteinspritzung sowie der 1,9-Liter-Dieselmotor (88 kW/120 PS).
In Südamerika wurde aus brasilianischer Produktion der fünftürige Astra mit Schrägheck als Chevrolet Vectra GT mit Zweilitermotor angeboten (89–94 kW/121–126 PS), ferner eine viertürige Stufenheckversion (Chevrolet Vectra) mit dem Zweiliter oder einem 2,4-Liter-Vierzylinder (107 kW/146 PS, bei Alkoholbetrieb 110 kW/150 PS). Der Wagen, der Chevrolet Astra heißt und aus Antwerpen stammt, stand als Fünftürer mit einem 1,8-Liter-Ottomotor und 103 kW (140 PS) sowie einem 1,9-Liter-Turbodiesel (88 kW/120 PS), ferner auch als Chevrolet Astra OPC mit 175 kW (240 PS) leistendem Zweiliter-Turbomotor im Programm. Äußerlich unterschied sich dieser OPC von der europäischen Variante durch die Chevrolet-Logos, wobei auf der Zündleistenabdeckung weiter das Opel-Logo zu finden war. Anfangs wurde auf das komplette OPC-Bodykit zurückgegriffen, doch später die OPC-spezifische Frontschürze durch eine herkömmliche Stoßstange des überarbeiteten Fünftürers mit OPC-Line-Ansatz ersetzt, während weiterhin die OPC-Heckschürze eingebaut wurde.
In den USA und Kanada wurde seit Herbst 2007 der Saturn Astra verkauft. Dabei handelt es sich um im Opel-Werk Antwerpen gebaute Astra Drei- und Fünftürer mit 1,8-Liter-Vierzylinder (103 kW/140 PS). Mit Aufgabe der Marke Saturn durch General Motors ist der Astra jedoch in Nordamerika vom Markt verschwunden. In Mexiko wurde der Wagen ausschließlich als Fünftürer unter der Bezeichnung Chevrolet Astra angeboten; hier stand neben dem 1,8-Liter auch der Zweiliter-Turbo mit hier 150 kW/204 PS im Angebot.
In China wurde die Stufenheckversion des Astra bis vor kurzem unter dem Namen Opel Astra A+ angeboten.

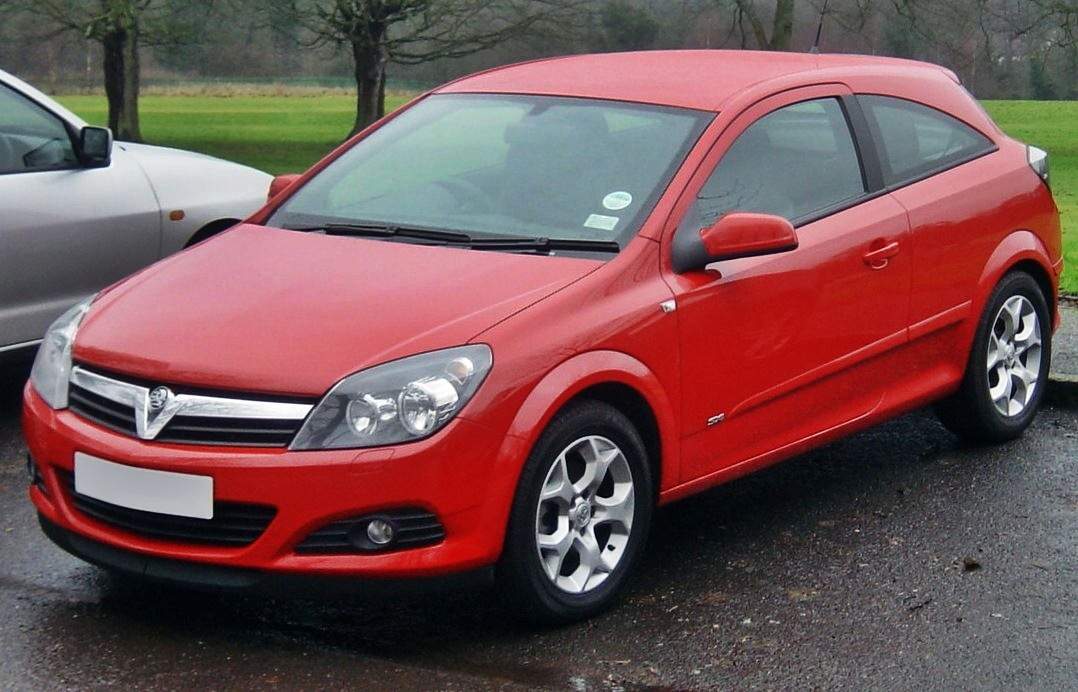
Vauxhall Astra (Großbritannien)
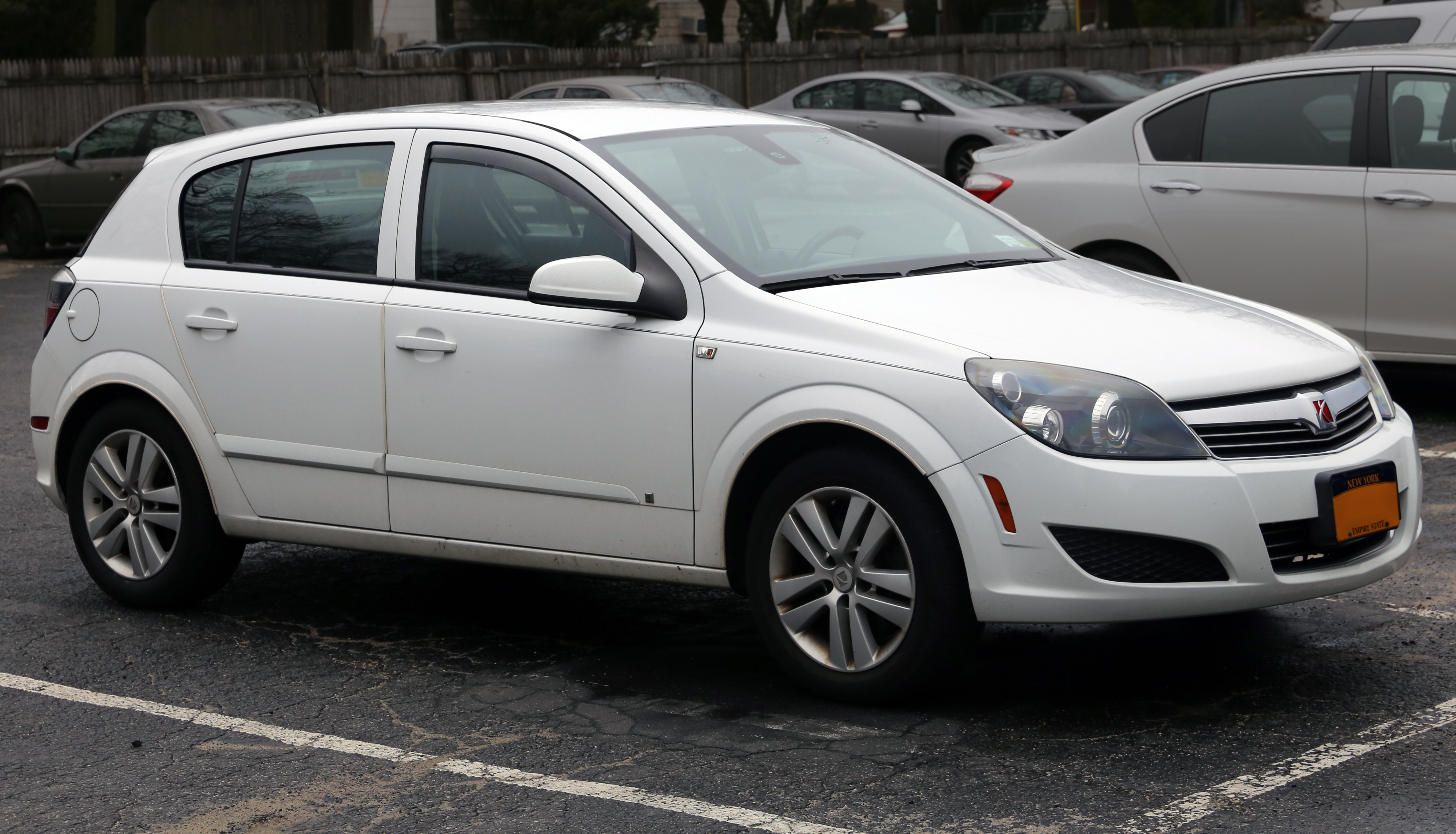
Saturn Astra (USA)
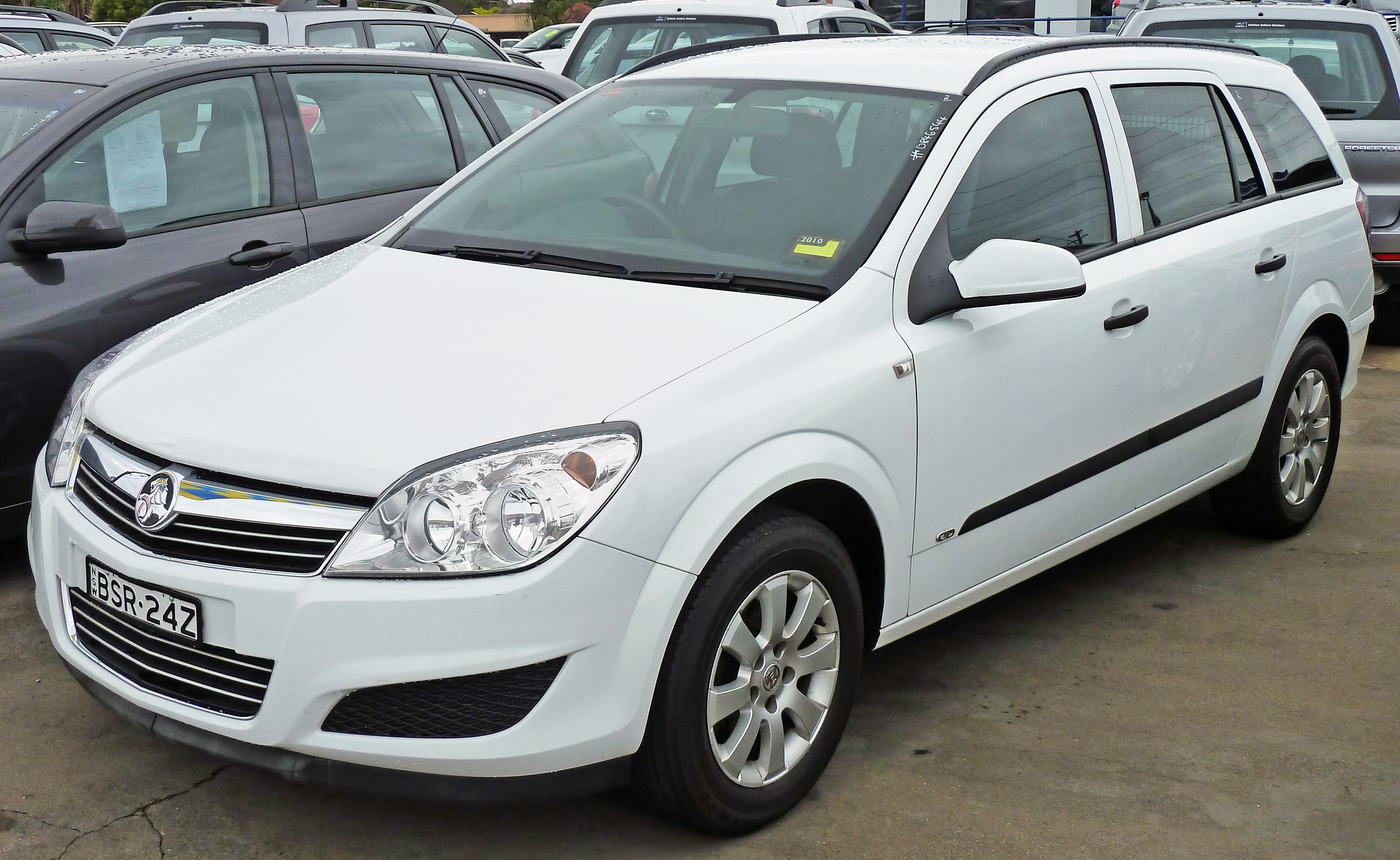
Holden Astra (Australien)
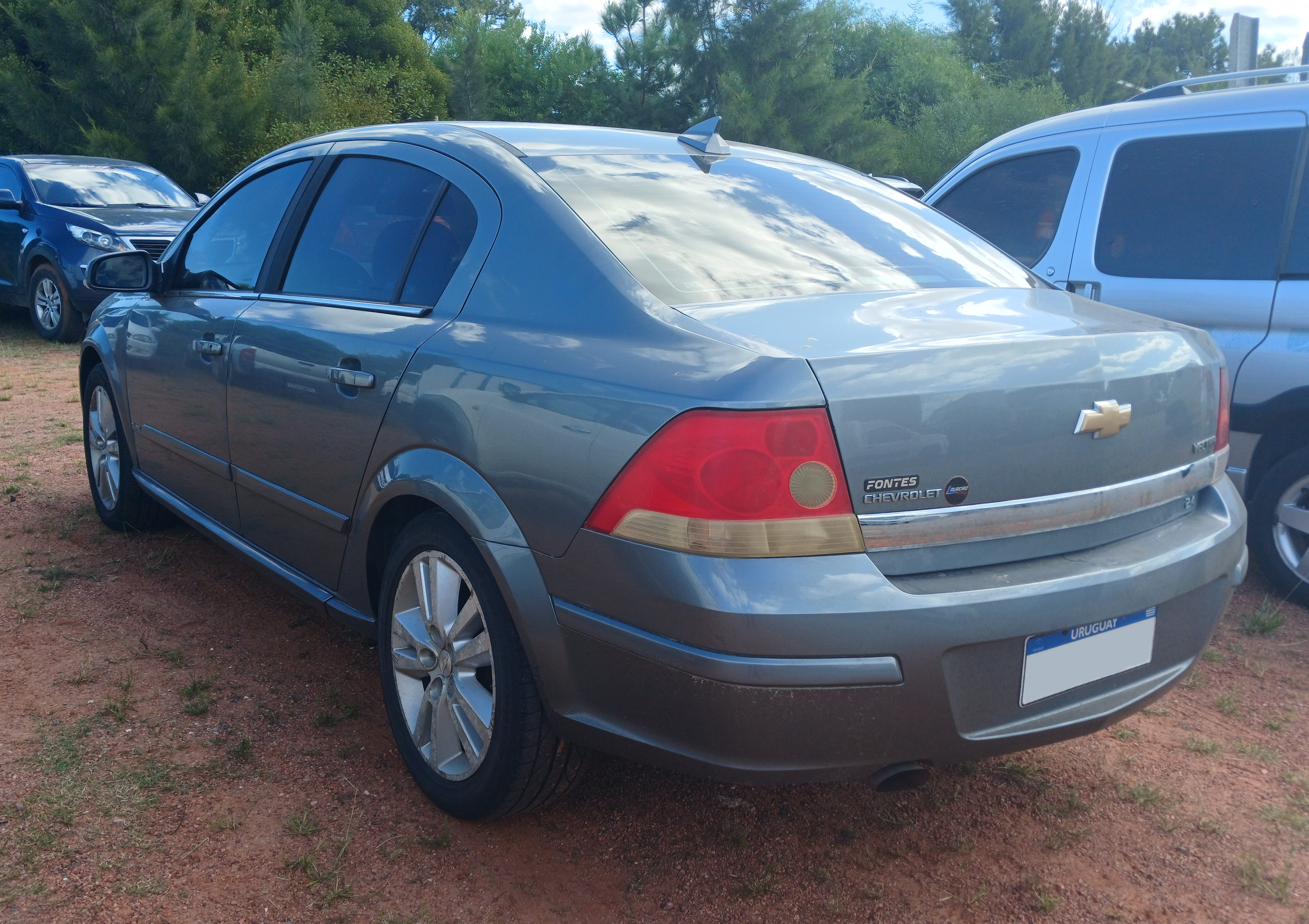
Chevrolet Vectra (Uruguay)
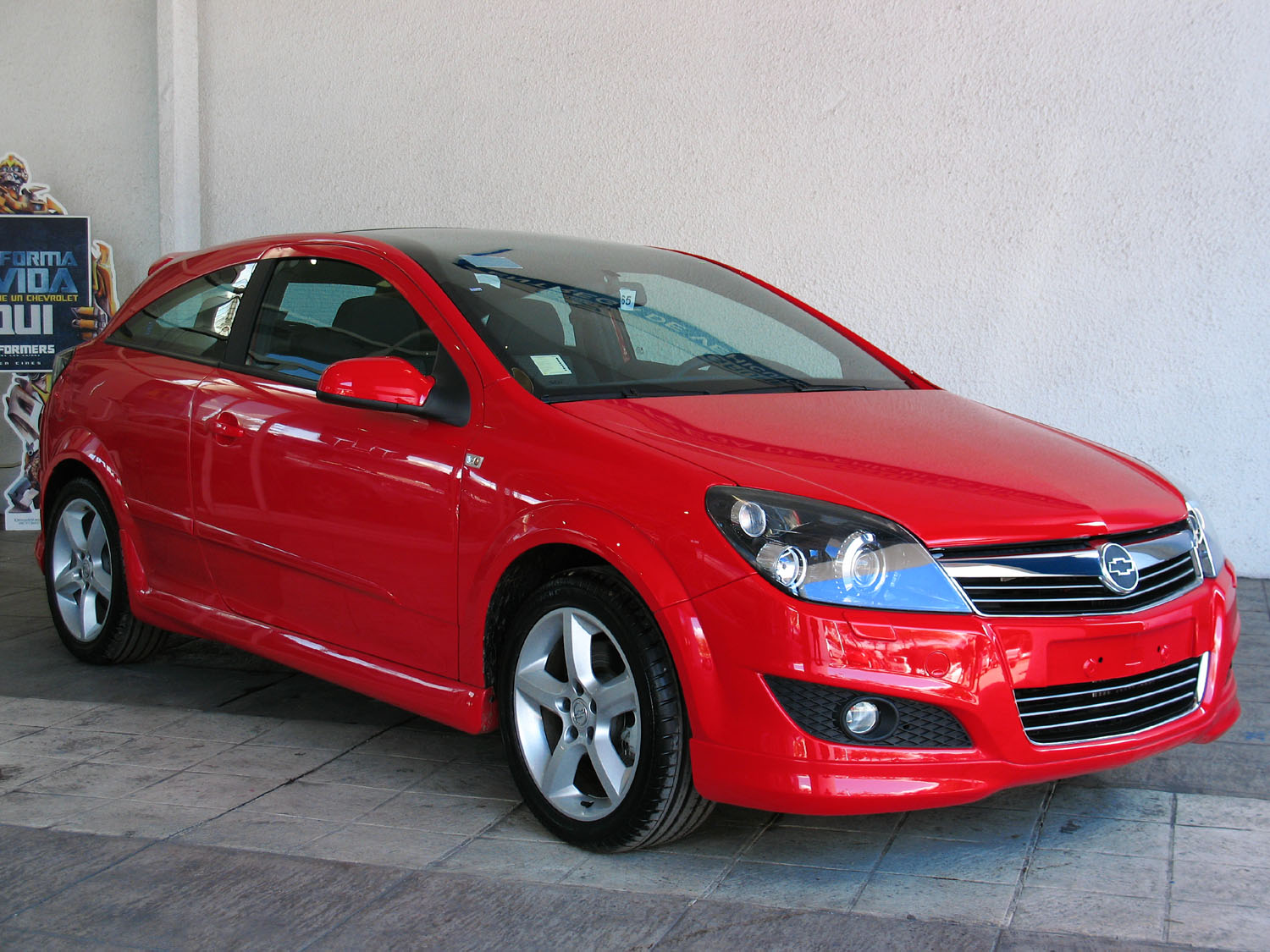
Chevrolet Astra GTC (Chile)